# Mnemosyne
Mnemosyne (gr. Mνημοσύνη) betyder "erindring" og personificeres i græsk mytologi i titanen og gudinden af samme navn. I landskabet Pierien undfangede hun med Zeus de ni muser.
Mnemosyne blev ikke dyrket i særlig stor stil i det antikke Grækenland, hvorimod hendes døtre blev dyrket over hele det græske kulturområde.